# Hang You Up
«Hang You Up» es el octavo sencillo de la banda Yellowcard y es el segundo de su álbum When You're Through Thinking, Say Yes. En un inicio, esta era un demo para Big If.

## Vídeo musical
El video musical de «Hang You Up» fue dirigido por el director estadounidense Chris Marrs Piliero. Al comienzo de este se muestra a Ryan Key cantando y después se le ve entrando a trabajar a un servicio de comida rápida, lo cual hace que la gente lo empiece a mirar de forma extraña. Mientras él está atendiendo a un cliente, ve a su exnovia, por lo cual, él sale de su trabajo y empieza a cantarle. Pero aun así ella no lo acepta. Al final del vídeo se ve a la banda tocando en un estacionamiento. En el video aparece la actriz Taya Roger, quien es la morena que al final le deja el teléfono a Ryan.